# El sendero
El sendero è un singolo del rapper italiano Caparezza, pubblicato il 10 settembre 2021 come terzo estratto dall'ottavo album in studio Exuvia.

## Descrizione
Il brano è caratterizzato dalla partecipazione vocale della cantante messicana Mishel Domenssain, che compare nel ritornello. L'incontro tra i due artisti è nato quando Caparezza si imbatté nel suo brano La selva (tratto dall'album Un día más) mentre era alla ricerca di vari brani con quel titolo: una volta contattata, hanno realizzato una nuova versione del brano di Domenssain, trasformando la strofa iniziale nel ritornello di El sendero.

Il testo ha come tema centrale la famiglia, come spiegato da Caparezza in occasione di un'intervista concessa a Billboard Italia:
Il 25 ottobre 2021, durante la trasmissione La versione di Fiorella, viene eseguita una nuova versione del brano insieme a Fiorella Mannoia.

## Video musicale
Il video, diretto da Jacopo Rondinelli, è stato reso disponibile il 12 ottobre 2021 attraverso il canale YouTube del rapper.

## Formazione
Musicisti
- Michele Salvemini – voce, arrangiamento, tastiera
- Mishel Domenssain – voce
- Gaetano Camporeale – arrangiamento, tastiera
- Alfredo Ferrero – arrangiamento, chitarra acustica ed elettrica
- Rino Corrieri – batteria acustica
- Giovanni Astorino – basso, strumenti ad arco
- Alfonso Mastrapasqua – strumenti ad arco

Produzione
- Michele Salvemini – produzione, pre-produzione
- Gaetano Camporeale – pre-produzione
- Alfredo Ferrero – pre-produzione
- Antonio Porcelli – registrazione
- Francesco Aiello – registrazione
- Chris Lord-Alge – missaggio
- Brian Judd – assistenza al missaggio
- Adam Chagnon – ingegneria del suono aggiuntiva
- Chris Gehringer – mastering